# 愛若此時
《爱若此時》（英語：Any Day Now），由塔維斯·費納在2012年拍攝成美國劇情電影，以及由塔維斯·費納和喬治·安姆·布魯姆編寫。是在70年代後期觸動了社會和法律上真實改編。

## 故事簡介
1979年，在美國荷里活西部，名為盧迪·唐納狄路，便是夜總會歌手和舞蹈員，結識了保羅．費雷格地方大律師。盧迪在回家途中，便發現患了唐氏綜合症的瑪高·狄朗，而他的母親瑪莉安娜因為犯事而被捕。之後在美國保護兒童組接受長期接管。於是展開了訴訟、人權、公義、平等、治療等問題，包括盧迪·唐納作為瑪高·狄朗監護人。

## 演員
- 亞倫·甘明 飾演 盧迪·唐納狄路
- 加瑞特·迪拉胡特 飾演 保羅·費雷格
- 蓋吉．亨利 飾演 納貝特
- 占美．安妮．艾倫 飾演 瑪莉安娜·狄朗
- 克里斯．梅爾基 飾演 烕尼遜地方大律師
- 唐納．富蘭克林 飾演 朗尼
- 奎利．威廉斯 飾演 費列明小姐
- 艾倫．雷澤斯（英语：Alan Rachins） 飾演 理察德．雷瑟克裁判官
- 法蘭斯．菲雪 飾演 梅爾遜裁判官
- 伊薩克·洛瓦 飾演 瑪高·狄朗
- 克萊德．草津 飾演 中村醫生

## 評價
根據資料，本片被爛番茄評價為77%。

## 獎項
2012年翠貝卡電影節頒發喜力觀眾大奬，2012年芝加哥國際電影節頒發觀眾大奬，2012年胡士托電影節頒發觀眾大奬，2012年普羅旺斯國際電影節頒發觀眾大奬，2012年西雅圖國際電影節亞倫·甘明被頒為最佳演員和最佳電影，奧特弗斯頒為最佳演員和傳記大奬，以及2012年同性權益委員會傳媒奬頒發為最佳電影限量奬。

## 外部連結
- 官方网站
- 互联网电影数据库（IMDb）上《Any Day Now》的资料（英文）
- AllMovie上《Any Day Now》的资料（英文）
- Box Office Mojo上《Any Day Now》的資料（英文）
- 爛番茄上《Any Day Now》的資料（英文）
- Metacritic上《Any Day Now》的資料（英文）
- Any Day Now的Facebook專頁